# Tandläkarutbildning
Tandläkarutbildning leder fram till en tandläkarexamen.

## EU
EU har tagit fram regler som ett minimikrav för att en utbildning ska få leda fram till tandläkarexamen.
- En god förståelse för vetenskapliga metoder, analys och tolkning, och vilken vetenskap tandvård vilar på.
- En god förståelse för den friska och den sjuka individen och hur detta påverkar tandvård.
- En god förståelse för tänder, munhåla, käkar och vävnad i anslutning till dessa. Hur dessa ser ut friska och sjuka. hur de relaterar till den allmänna hälsan och individens välmående.
- Kunskap om klinisk tandvård, terapi och diagnostik.
- God klinisk erfarenhet under tillämplig övervakning.
- Minst fem år praktik och teori.
- Separat examen i tandvård

Sista punkten har vållat problem för de östeuropeiska länderna samt Österrike, Italien, Portugal och Spanien, där tandvården delvis eller helt fallit under en medicinsk specialitet kallad stomatologi, då man först utbildat sig till läkare och sedan stomatolog, vilka utför de uppgifter som vanligtvis faller under en tandläkare. Enligt EU:s regler saknar läkare behörighet för att vårda munhålan samt omgivande vävnader.

## Sverige
Den svenska tandläkarutbildningen är 5 år (300 hp) lång.

### Före bolognaprocessen
De som går ut tandläkarhögskolorna innan 2013 kommer att tilldelas en tandläkarexamen (officiell översättning till engelska: DDS, University Degree in Dental Surgery) samt en odontologie kandidatexamen (officiell översättning till engelska: BDSc, Bachelor of Science in Dental Science). Dessa studenter har gjort ett examensarbete om 15 hp. På Karolinska Institutet har dock aldrig någon akademisk examen tilldelats Tandläkarstudenterna, utan de har endast kunna få yrkesexamen något som även kommer att vara fallet efter 2013.

### Efter bolognaprocessen
De som går ut tandläkarhögskolorna från 2013 tilldelas en tandläkarexamen (officiell översättning till engelska: Degree of Master of Science in Dental Surgery) och en masterexamen i odontologi (officiell översättning till engelska: MDSc, Master of Science (120 credits) in Dental Science). På Karolinska Institutet valde dock Institutionen för Odontologi att inte anpassa Tandläkarprogrammet i enlighet med Bolognaprocessen. Tandläkarstudenterna vid Karolinska Institutet tilldelas inte heller efter Bolognaprocessen någon akademisk examen utan kan fortfarande endast få ut en yrkesexamen.